# Parthové

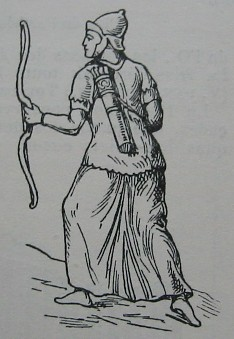
Parthský válečník na Traianově sloupu v Římě (překreslení)

Parthové (staropersky Parthava; řecky Πάρθοι, Parthoi; latinsky Parthi) je v užším slova smyslu název etnika, obývajícího ve starověku oblast jihovýchodně od Kaspického moře (dnes západní část íránského Chorásánu), v širším smyslu pojmenování vládnoucí vrstvy parthské říše (cca 245 př. n. l. – 224 n. l.), jednoho z nejvýznamnějších státních útvarů ve starověku. Jako etnikum byli Parthové národem íránského původu s příbuzenskými vazbami k Peršanům, Médům a Skythům.
První zmínky o Parthech pocházejí z 6. století př. n. l., kdy si jejich území podrobil zakladatel perské říše Achaimenovců Kýros II. Veliký (559 – 530 př. n. l.). Satrapie Parthie pak v příštích tři sta letech sdílela osudy většiny íránských krajů – po Achaimenovcích zde vládl Alexandr Veliký, potom jednotliví diadochové a nakonec makedonská dynastie Seleukovců (zhruba od roku 310 př. n. l.), jejíž králové sídlili v syrské Antiochii. 
Za vlády Seleuka II. (246 – 225 př. n. l.) využil tehdejší parthský satrapa Andragorás slabosti ústřední moci v Antiochii a osamostatnil se. Jeho krátkou vládu ukončil vpád Parnů, národa spřízněného s Parthy, jehož příslušníci kočovali severovýchodně od hranic Parthie. Parnové vedení náčelníkem Arsakem ovládli postupně celé území Parthů, přešli zde k usedlému způsobu života a velmi rychle splynuli s místní populací – již ke konci 3. století př. n. l. je vládnoucí parnský rod Arsakovců označován jako parthský.
Arsakovci v průběhu 2. století př. n. l. dobyli na Seleukovcích celý Írán i Mezopotámii a začali užívat starý achaimenovský titul „král králů“. Na dalších tři sta let se stala parthská říše nejen nespornou velmocí na Předním východě, ale i jedním z protihráčů rodícího se římského impéria. Konflikty s Římem jsou také nejlépe zdokumentovanou částí parthských dějin, neboť jim z pochopitelných důvodů věnovali pozornost řecko-římští spisovatelé (Crassova porážka u Karrh je z bitev, které spolu Římané a Parthové svedli, patrně nejznámější).
Většinu funkcí u arsakovského dvora v Ktésifóntu zaujímala po celou dobu trvání říše parnsko-parthská nobilita a tomu odpovídal i zvyšující se význam parthštiny jako komunikační řeči, třebaže dochované texty pochází převážně až z dob vlády perských Sásánovců. Íránské vlivy rovněž v průběhu doby zcela vytlačily povrchní helenizaci parthských krajů z dob Alexandra Velikého a Seleukovců. 
Parthská elita si udržela své postavení i po pádu arsakovské říše ve dvacátých letech 3. století n. l. První sásánovský král Ardašír I. prosazoval politiku dorozumění a v tom ho následovali i jeho nástupci. Přesto krok za krokem postupovalo poperšťování Íránu, i když parthština zůstala jednou z komunikačních řečí až do 9. století n. l. Důkazem o síle parthských tradic po rozkladu arsakovské říše jsou například náboženské texty jedné manichejské sekty, které byly nalezeny ve střední Asii a jejichž jazykem je parthština.